# Pátrání po Langstonovi
Pátrání po Langstonovi (v originále Looking for Langston) je britsko-americké dokudrama z roku 1989, které režíroval Isaac Julien podle vlastního scénáře. Snímek měl světovou premiéru na Berlinale, kde získal cenu Teddy Award. Film zachycuje období harlémské renesance, kdy kombinuje autentické archivní záběry s hraným příběhem.

## Děj
Film nahlíží na období harlémské renesance, jejíž nejvýraznější postavou byl básník Langston Hughes.

## Obsazení
| Ben Ellison      | Alex       |
| Matthew Baidoo   | Beauty     |
| Akim Mogaji      | James      |
| John Wilson      | Gary       |
| Dencil Williams  | Marcus     |
| Guy Burgess      | Dean       |
| James Dublin     | Carlos     |
| Harry Donaldson  | Leatherboy |
| Jimmy Somerville | Angel      |

## Ocenění
- Teddy Award za nejlepší krátký film